# 库任基诺 (市级镇)
库任基诺（羅馬化：Kuzhenkino）是俄罗斯特维尔州的市級鎮，为该州博洛戈耶區第二大聚居地，也是该区唯一的一座市级镇。地处特维尔州北部，位于涅瓦河流域什林卡（Шлинка）及其一支流拉德任卡（Ладыженка）两河间，在区行政中心博洛戈耶西南、州府特维尔西北方。M10公路（俄罗斯公路）从该镇东北侧经过。
该地2022年人口有2,200人；2010年人口2,834；2002年人口3,537；1989年人口3,969。
2023年8月23日，該鎮發生墜機事故。在座於機上的10人，包括華格納領袖普里戈任和烏特金，都全部喪命。